# Mosaico de Venus
El Mosaico de Venus, también conocido como el Nacimiento de Venus, es una pieza de arte ubicada en el Museo de Málaga, en la ciudad homónima, España. Se trata de un mosaico romano del siglo II encontrado en la localidad de Cártama (Málaga). Presenta una gran superficie de más de seis metros de largo por cuatro de ancho.

## Historia
La pieza fue hallada en 1956 en la casa número 94 de la calle González Marín de Cártama (en época romana llamada Cartima) mientras el propietario realizaba obras, que fueron paralizadas para extraer la pieza.
El mosaico fue trasladado al patio del Palacio de los Condes de Buenavista cuando estaba ocupado por el Museo de Bellas Artes de Málaga y se puso sobre una base de hormigón al aire libre, que hizo que se deteriorase. En 2011 el Instituto Andaluz del Patrimonio Histórico (IAPH) lo restauró (ya que algunas piezas estaban separadas y deterioradas) con mortero de cal y arena, al igual que usaban en época romana, para su posterior exhibición en la inauguración del Museo de Málaga en 2016, del que actualmente forma parte como una de sus piezas más prominentes.

## Descripción
El mosaico está realizado en opus tessellatum y el tema central es el nacimiento de Venus, en el que la diosa está reclinada sobre una gran concha de la que habría nacido, dicho elemento adquiere más protagonismo en los mosaicos encontrados en España, y debajo de ella aparecen dos delfines. Esta alegoría está rodeada por ocho cartelas con distintas representaciones de aves campestres y enmarcado en un gran cuadrado decorado con formas geométricas y guirnaldas.
En el Imperio romano, los mosaicos se utilizaban como pavimento del suelo en sustitución de alfombras en las casas privadas y edificios públicos, hecho muy común en la época. Al ser el mosaico que nos ocupa un tema marino, se piensa que podría estar ubicado en unas antiguas termas.